# Granivorisme
El granivorisme és la pràctica consistent en alimentar-se de grans.

## Animals granívors

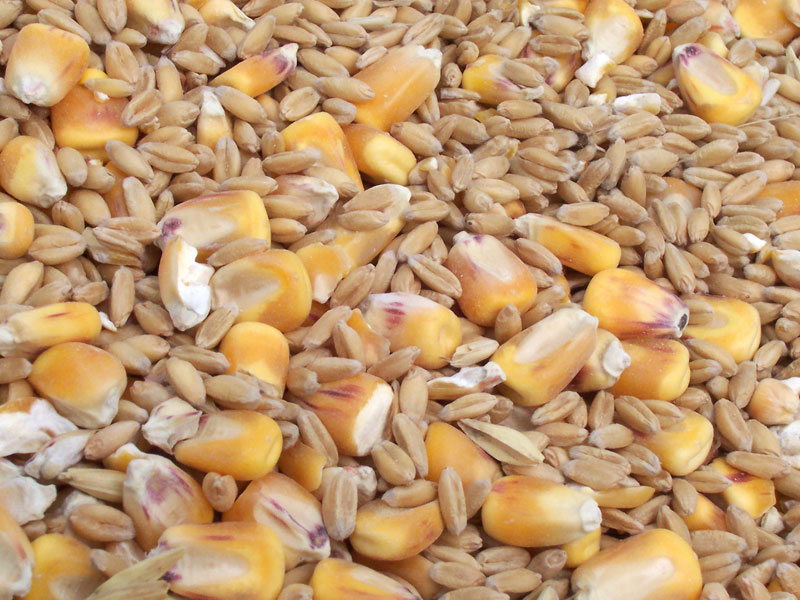
Un assortiment de grans per ocells domèstics

Hi ha molts animals granívors, principalment ocells petits, entre els quals destaquen:
- els ocells domèstics (canaris, lloros) alimentats amb mescles de grans (panís, girasol, etc.);
- els ocells de granja (pollastres, ànecs) alimentats amb cereals (blat, dacsa);
- els ocells salvatges que viuen en un medi amb plantes o arbres que donen molts grans.

Alguns mamífers, com ara els rosegadors, també tenen aquesta dieta.
La majoria d'animals granívors no ho són exclusivament, sinó que tenen diferents dietes (per exemple, també són frugívors o insectívors), però també hi ha ocells que només tenen aquesta dieta.

### Adaptacions morfològiques
Aquesta dieta granívora requereix adaptacions morfològiques per part dels organismes.

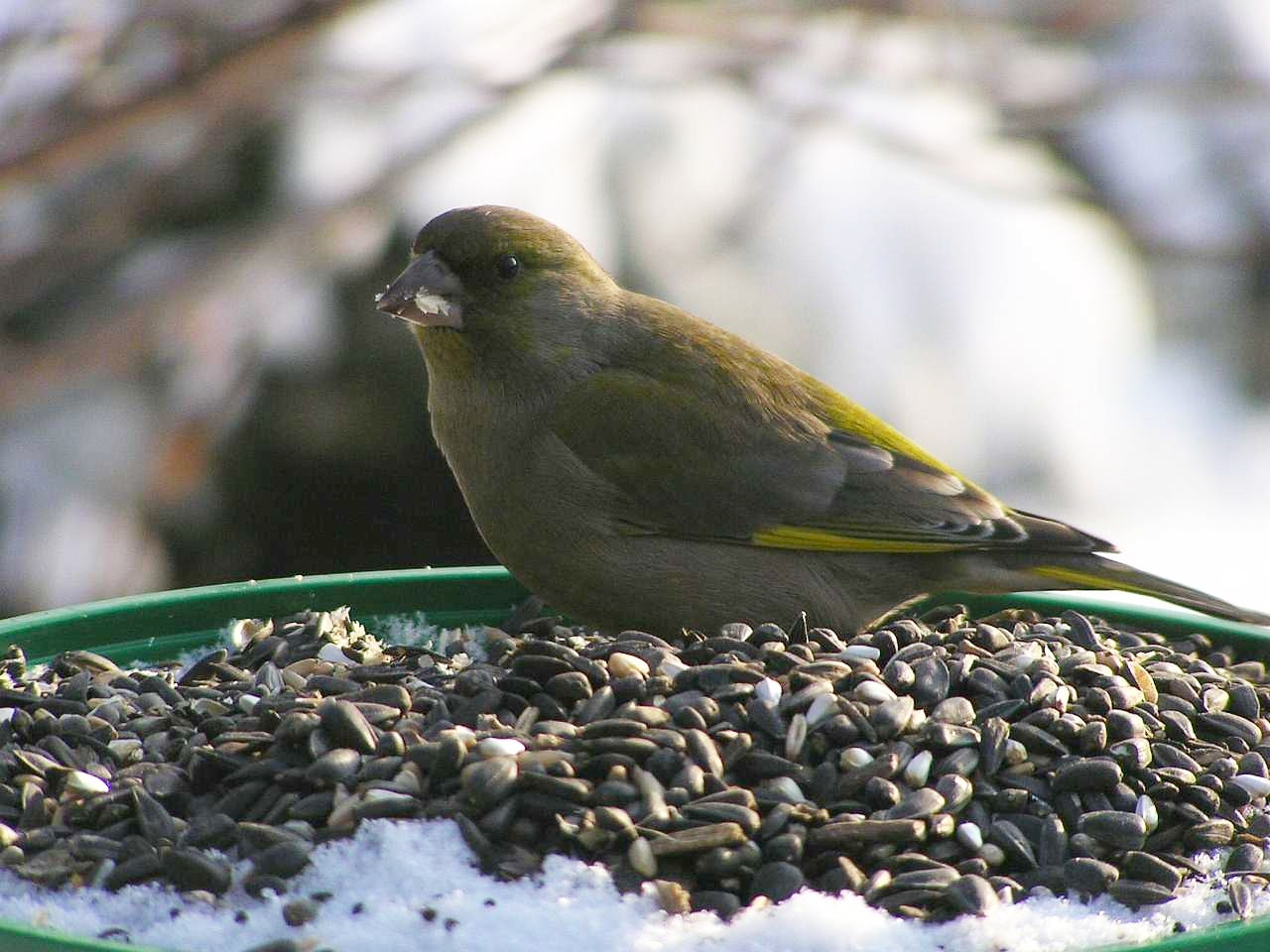
Un verderol alimentant-se de grans de girasol.

Els ocells necessiten un bec potent (com el del durbec) que pugui exercir una gran pressió, així com un pedrer ben espès i potent que els permeti acabar de moldre els grans. És habitual trobar pedretes dins el pedrer d'alguns ocells; se'ls anomena gastròlits i contribueixen a moldre els aliments.

## Efectes sobre l'ecosistema
Hi ha nombrosos casos de coevolució a causa de la dieta granívora:
- Quan volen portant grans, els granívors sovint en deixen caure, afavorint així la reproducció i dispersió de determinades plantes o permetent el creuament entre diferents races d'una mateixa espècie.
- Nombrosos fruits de grans contenen tanins que provoquen un trànsit més ràpid a través del tracte intestinal dels animals. Això permet als grans no patir tots els efectes dels sucs digestius.
- Algunes espècies de plantes només poden germinar després d'haver estat dins l'intestí d'un animal, cosa que estova les closques massa dures dels grans.